# Villa Cahn

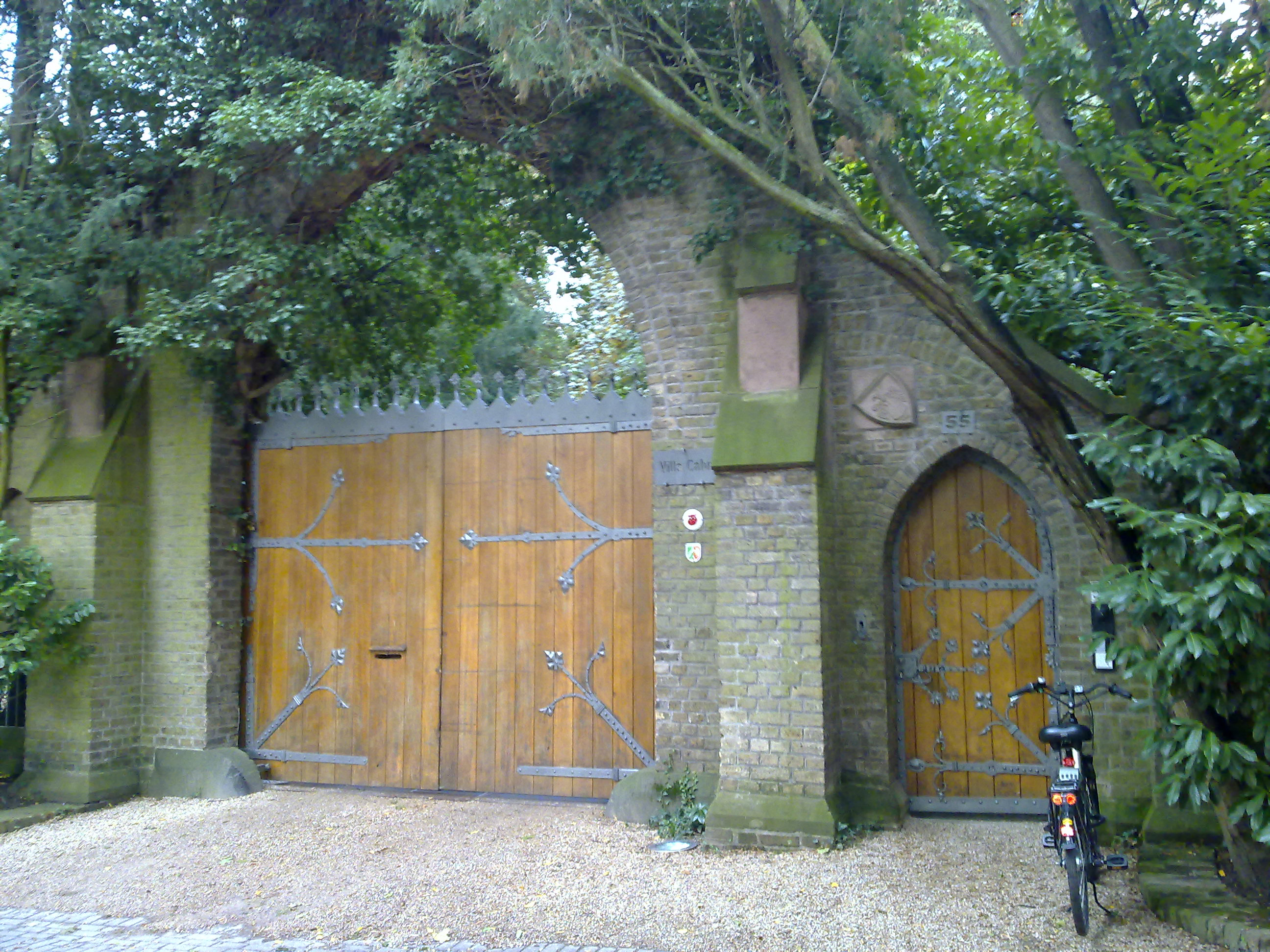
Eingangstor zur Villa Cahn (2011)

Die Villa Cahn ist eine Villa in Plittersdorf, einem Ortsteil des Bonner Stadtbezirks Bad Godesberg. Sie liegt oberhalb des Rheinufers an der Straße Am Büchel und grenzt an den Leserpark. Die Villa steht als Baudenkmal unter Denkmalschutz.

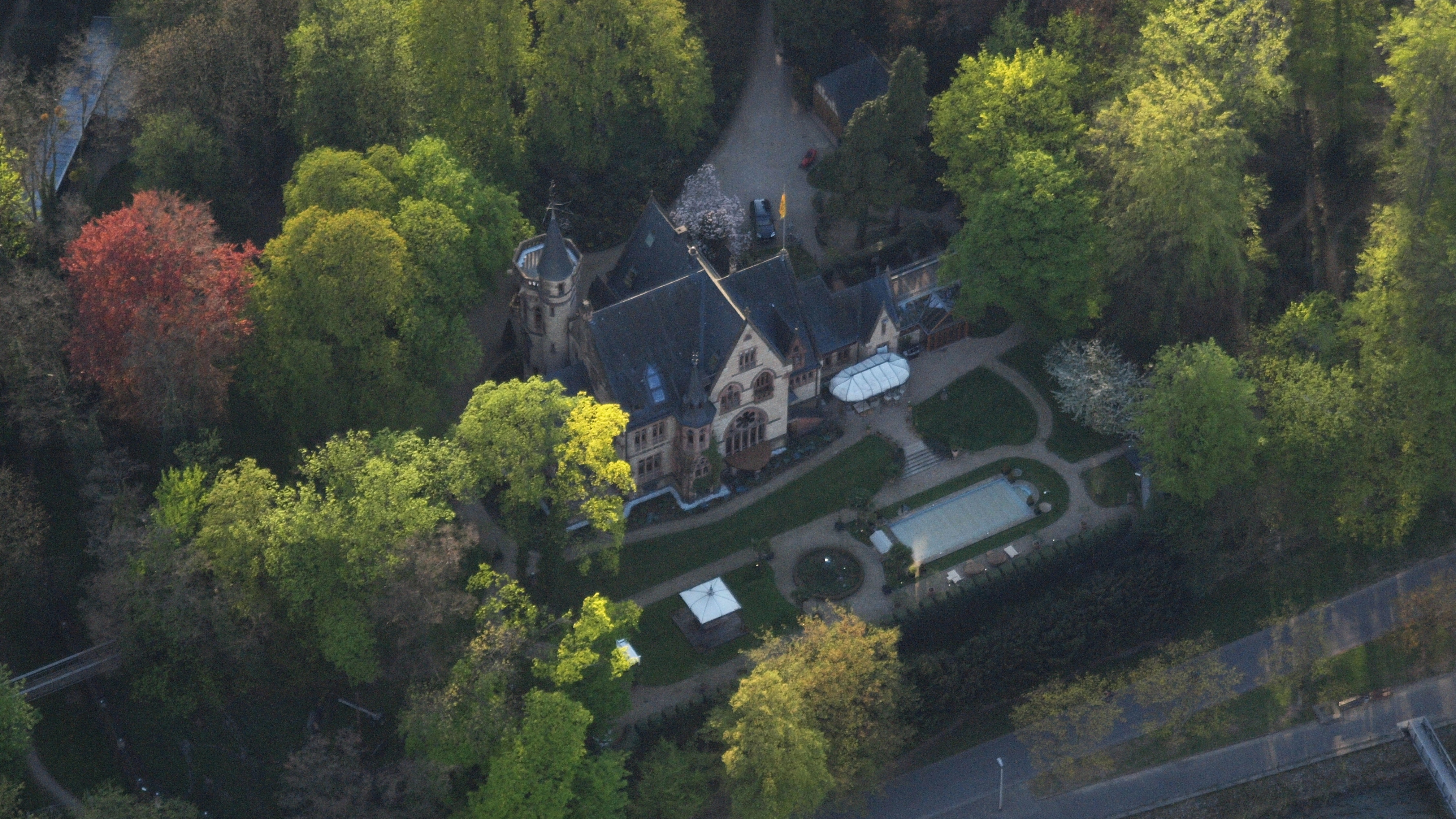
Luftaufnahme der Villa Cahn

Die vom hannoverschen Architekten Edwin Oppler entworfene neugotische, schlossähnliche Villa wurde für den jüdischen Bankier Albert Cahn von 1868 bis 1870 errichtet. Cahn trug in dem Gebäude eine wertvolle Kunstsammlung mit kostbaren niederländischen und altdeutschen Gemälden sowie Keramiken, Waffen und Glasmalereien zusammen; die Möbel des Hauses waren aufwendige Neuanfertigungen nach Entwürfen des Architekten oder Kopien nach alten Stücken, so dass ein aufwendiges Gesamtkunstwerk entstand. Da er keine Nachkommen hatte, vererbte Cahn das Anwesen der Familie seiner Schwester, zu der u. a. der Ethnologe Paul Leser gehörte. Gemäß eigener Verfügung wurde Cahn nach seinem Tod eingeäschert (was damals noch äußerst ungewöhnlich war) und die Urne im Park der Villa beigesetzt. 
Nach Cahns Wunsch sollte das Haus ein „Stammsitz“ der Familie werden, dementsprechend achteten seine Erben pietätvoll darauf, es möglichst unverändert zu bewahren. Während des „Dritten Reichs“ musste die Eigentümerfamilie wegen ihrer jüdischen Abstammung und Gegnerschaft zum Nationalsozialismus aus Deutschland fliehen. Teile der Kunstsammlung mussten bereits zu diesem Zeitpunkt zur Finanzierung der Flucht verkauft werden, der Rest wurde mitgenommen und teilweise später ebenfalls veräußert. Während der Nazi-Zeit wurde das Grab des Erbauers geschändet; die Reste des Grabsteins befinden sich heute auf dem jüdischen Friedhof in Frankfurt. Nach dem Zweiten Weltkrieg wurde das von den Nationalsozialisten beschlagnahmte und weitgehend ausgeplünderte Anwesen der Familie zurückerstattet, jedoch nur noch teilweise bewohnt und später verkauft, nachdem man kurzfristig sogar den unrealistischen Plan gehabt hatte, die Villa in die USA zu translozieren. 
Das Gebäude war seit 1979 endgültig ungenutzt dem Verfall überlassen, da man den Abbruch und eine Neubebauung des Geländes plante; große Teile der inneren Einbauten gingen durch Diebstahl und Vandalismus verloren, weitere Schäden richtete schließlich eine nicht denkmalgerechte und letztlich unfertig abgebrochene Sanierung Anfang der 1980er Jahre an. Dabei wurde im Inneren der gesamte Verputz abgeschlagen, so dass die (zuletzt bereits überstrichenen) Wandmalereien zerstört wurden, auch entfernte man fast alle noch erhaltenen Teile der wandfesten Ausstattung wie Türen, Fußböden und Holzverkleidungen. Immerhin erneuerte man das Dach und verschloss die Fenster des Gebäudes, sodass es zunächst gesichert war. Ein Teil des ehemaligen Parks wurde in der Folgezeit bebaut, der Rest wurde nach der ehemaligen Besitzerfamilie Leserpark benannt. 
Da jedoch keine weiteren Arbeiten mehr erfolgten und die Villa sich selbst überlassen wurde, verfiel sie wieder, bis der heutige Eigentümer Frank Asbeck 1997 das etwa 10.000 m² große Gelände kaufte und die Villa durch aufwändige Renovierungen vor dem fortschreitenden Verfall rettete. Fenster, Deckengemälde, Holzschnitzereien und Einbauten wurden (soweit noch vorhanden) restauriert oder rekonstruiert. Ebenso wurde der gesamte Sanitär- und Heizungsbereich erneuert. Die alte Heizung bestand aus mehreren offenen Kaminen, die mittels Luftschächten auch entlegene Räume der Villa mit warmer Luft versorgen konnten. In dem verwinkelten Keller mit seinen Verbindungen aus sehr engen Gängen wurde eine Wellness- und Badelandschaft mit Whirlpool errichtet. Seit der Renovierung ist die eigentliche Villa im Inneren des vollständig eingezäunten Grundstücks für Passanten von keiner Seite aus mehr sichtbar.